# Café Brasilero
El Café Brasilero, es uno de los bares más tradicionales de Uruguay. Se ubica en la Calle Ituzaingó 1447, en el barrio Ciudad Vieja de Montevideo (Uruguay).

## Historia
Fue fundado en 1877 por Correa y Pimentel, como lo indica el umbral.
Se encuentra ubicado en un edificio que es patrimonio arquitectónico, el Café Brasilero mantiene su decoración de antaño con un toque art nouveau de los artefactos de bronce. El mobiliario, incluidas sus sillas italianas y la fachada, se han conservado el estilo desde los comienzos. Fue el primer café en ser declarado de interés cultural por la Intendencia de Montevideo.
Las primeras palabras de El pozo de Juan Carlos Onetti fueron escritas en el Café Brasilero. También ha recibido la visita de otras personas notables como: Mario Benedetti, Idea Vilariño, y José Enrique Rodó.
En su menú está el Café Galeano en homenaje al escritor Eduardo Galeano, un habitual de este establecimiento por más de veinte años.